# Stocklinch Ottersey
Stocklinch Ottersey var en civil parish fram till 1884 då den blev en del av Stocklinch, i grevskapet Somerset, i England. Civil parish var belägen 17 km från Taunton och hade 118 invånare år 1881.